# Peytoia nathorsti
A Peytoia nathorsti a Dinocaridida osztályának Radiodonta rendjébe, ezen belül a Hurdiidae családjába tartozó faj.
Nemének a típusfaja. Korábban a ma már felszámolt Laggania nemnek az egyetlen fajaként tartották számon, Laggania cambria név alatt; továbbá az Anomalocarididae családba volt besorolva.

## Tudnivalók

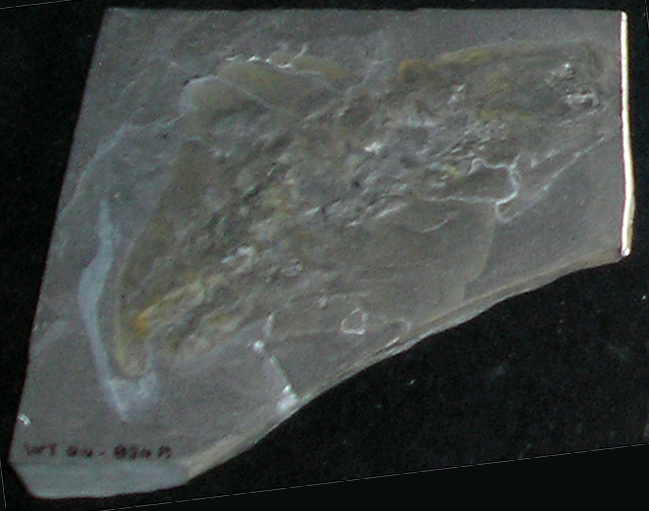
Peytoia nathorsti kövület, a torontoi Royal Ontario Museum-ban

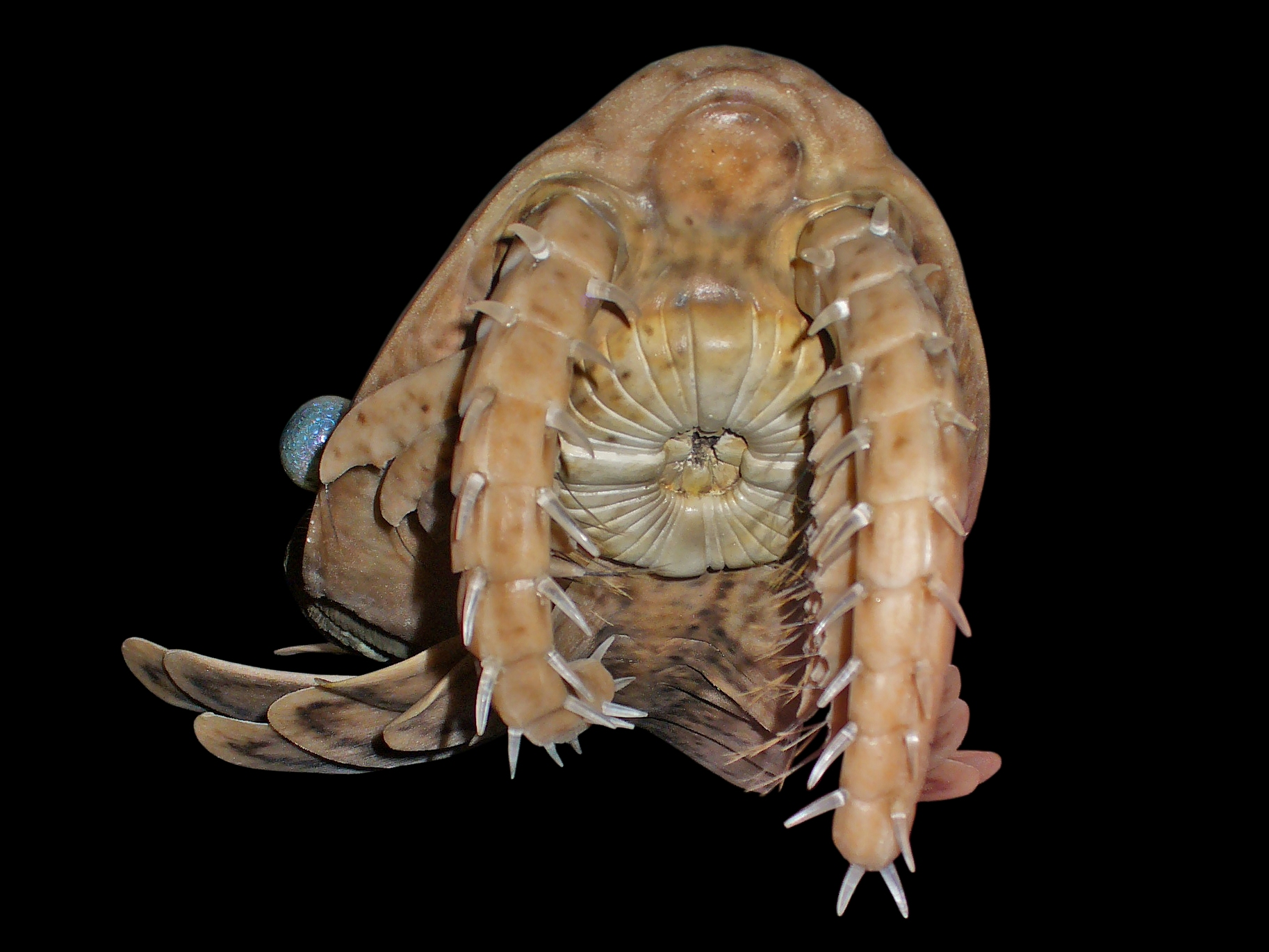
A Peytoia nathorsti rekonstrukciója szemből; a szájszervek és a fogókarok látszanak jól

Az állat a kambrium kori ősízeltlábúak egyike volt. Körülbelül 60 centiméteres hosszával, jóval kisebb volt, mint rokona, az Anomalocaris. A Peytoia nathorsti szájánál két fogókar volt; ezeken kefeszerűen elhelyezve, hosszú tüskék ültek. Nem volt legyező alakú farka, mint nagyobb rokonának. A rövid nyúlványokon ülő összetett szemei a fogókarok mögött helyezkedtek el; emiatt a tudósok szerint ez az állat, nem volt csúcsragadozó, mint az Anomalocaris, hanem inkább a tengerfenéken járt vadászni. Karjaival a homokot szűrte, kutatta át, a benne megbúvó zsákmányok felkeresésére.
A Nagy Phyllopod bed-ben 108 Peytoia nathorsti példányt fedeztek fel. Ez a szám, az ottani állatvilágnak a 0,21%-át teszi ki.
Ezt az állatot először 1911-ben, Charles Doolittle Walcott írta le. Ő, akkor azt hitte, hogy ez az állat, a tüskésbőrűekhez tartozó tengeriuborka.

## Fordítás
- Ez a szócikk részben vagy egészben  a   Peytoia nathorsti című angol Wikipédia-szócikk ezen változatának fordításán alapul.  Az eredeti cikk szerkesztőit annak laptörténete sorolja fel. Ez a jelzés csupán a megfogalmazás eredetét és a szerzői jogokat jelzi, nem szolgál a cikkben szereplő információk forrásmegjelöléseként.